# Skyr

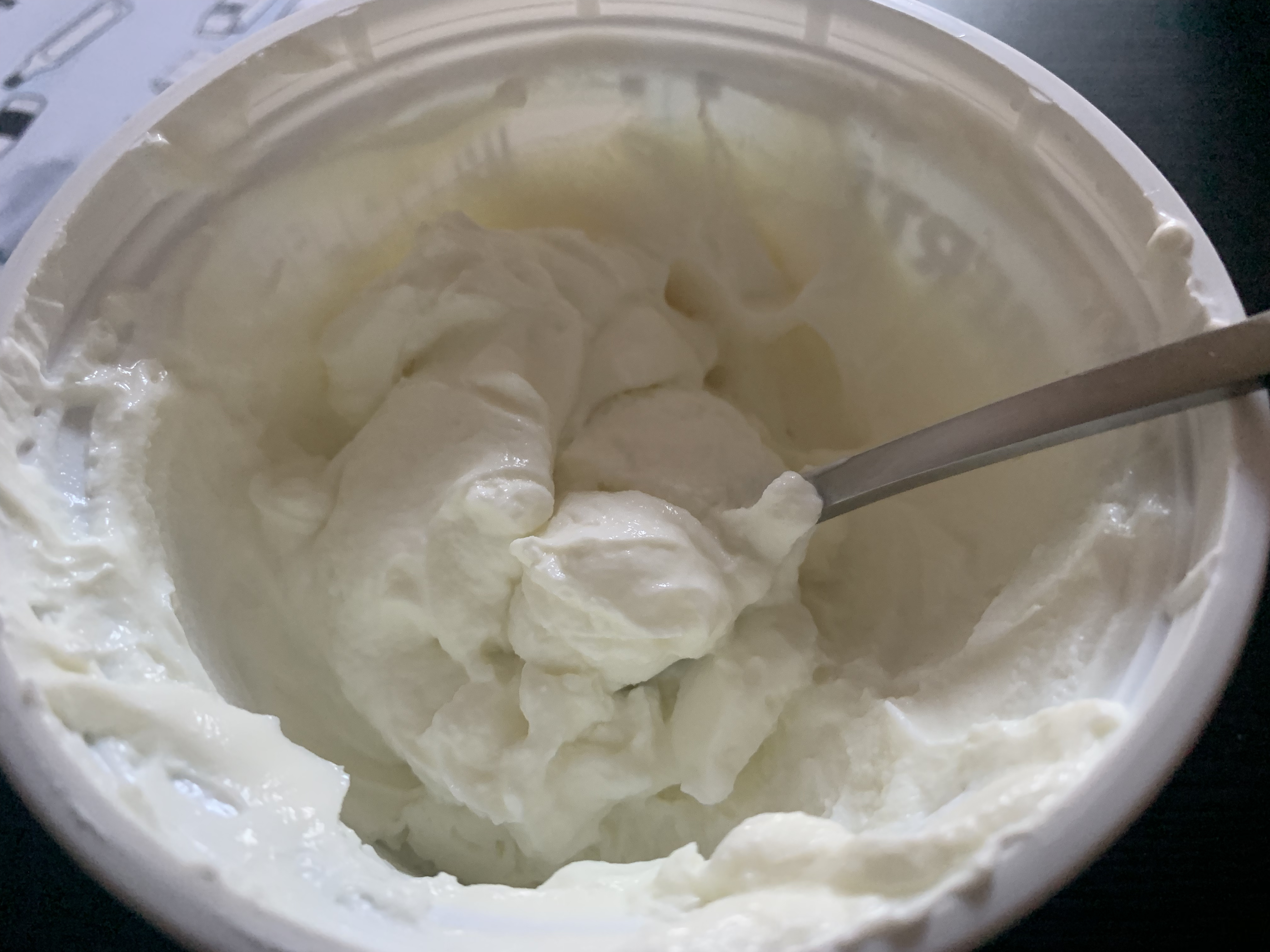
Skyr naturalny to gęsty jogurt o delikatnym śmietankowym smaku

Skyr – tradycyjny islandzki wyrób mleczarski podobny do jogurtu wyrabiany ze zsiadłego mleka. Do produkcji przemysłowej wykorzystuje się mleko odtłuszczone. Występuje w wersji smakowej oraz pitnej. Jest dostępny w punktach handlowych w Skandynawii, Niemczech, Holandii, Wielkiej Brytanii, Szwajcarii, Stanach Zjednoczonych, Polsce i Austrii.

## Produkcja i skład
Skyr najczęściej produkowany jest z odtłuszczonego pasteryzowanego w temperaturze 90–100°C krowiego mleka, dodaje się do niego bakterie Streptococcus salivarius ssp. thermophilus i Lactobacillus delbrueckii subsp. bulgaricus. Zawiera 6,5% białka, 9,5% węglowodanów i 1,5% tłuszczu, а także wapń i witaminy.